# 篠原美也子のオールナイトニッポン
篠原美也子のオールナイトニッポン（しのはらみやこのオールナイトニッポン）は、1993年10月6日 - 1995年10月4日まで、ニッポン放送他で毎週水曜日深夜3時 - 5時まで放送されていたラジオ番組。パーソナリティは篠原美也子。オープニングテーマはワム!の「フリーダム」。

## 概要
レギュラー放送がスタートする約1か月前の1993年8月30日、月曜2部（月曜深夜3時 - 5時）でテスト出演という形で『篠原美也子のオールナイトニッポン』を放送。その後1993年10月6日からのレギュラー放送開始に至った。
当時直前の水曜1部（水曜深夜1時 - 3時）で松村邦洋のオールナイトニッポンを担当していた松村邦洋がそのまま本番組にゲスト出演したことがあった。またその他のゲストには柿島伸次（当時金曜2部（金曜深夜3時 - 5時）で柿島伸次のオールナイトニッポンを担当））らがいた。
エンディングでは毎週「おはようの君も、おやすみの君も、いってらっしゃいの君も来週までバイバイ。篠原美也子でした。」で締めていた。

## 主なコーナー
- プライドマネー
  - 27時の時報直後のオープニングコーナーで、当時の関西テレビ・フジテレビ系列の人気番組「ハンマープライス」を捩ったタイトル。これは、ある賞品を手に入れるならば、どこまで自分のプライドを捨てた行動が出来るかをリスナーにFAXで送ってもらうコーナーであり、28時台に大賞を決めていた。テーマジングルはドヴォルザークの「新世界」。
- 美也子の姉御110番
- サビサビミックス
- 篠原美也子文庫
  - 本人またはリスナーが創作したショートショートを朗読[1]。
- 男の中の男
- 田舎はアナザーワールド
- モテの極み
- 粘土できるかな？
  - 篠原自ら、生放送中に鼻歌交じりに粘土作品を製作[1]。

## ネット局
（途中からネット開始、終了局を含む）
- STVラジオ
- 栃木放送
- 山梨放送
- KBS京都（KBS滋賀）
- 和歌山放送
- 西日本放送
- 高知放送
- 九州朝日放送